# Polyperchon
Polyperchon (grekiska: Πολυπέρχων) var en makedonisk fältherre, död omkring 300 f.Kr.
Polyperchon var en av Alexander den stores generaler. Då han av Antipatros utsetts till riksföreståndare, blev detta signalen till en rad blodiga händelser i Makedonien, iscensatta av Kassandros som slutligen lyckades krossa Polyperchons makt i Makedonien och Grekland. Han lät avrätta Barsine och Herakles av Makedonien.